# Johann Rudolph Glauber

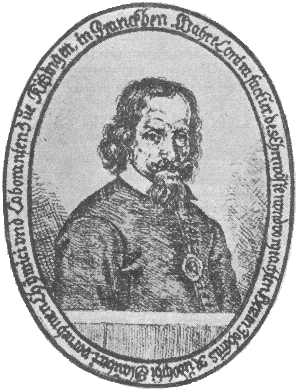
Johann Rudolph Glauber

Johann Rudolph Glauber (Karlstadt, 10 maart 1604 – Amsterdam, 16 maart 1670) was een Duits-Nederlandse apotheker en chemicus. Hij ontdekte de bereidingswijze en de medicinale werking van natriumsulfaat dat naar hem ook glauberzout wordt genoemd.

## Leven
Johann Glauber was zoon van een barbier. Waarschijnlijk bezocht hij in zijn geboorteplaats de Latijnse school en bekwaamde zich als apotheker. Ook was hij spiegelmaker.
Hij verhuisde meerdere malen en werkte onder meer in Wenen (1625), Salzburg, Gießen, Wertheim, Kitzingen, Bazel, Parijs, Frankfurt am Main, Keulen en Amsterdam (1640-1644, 1646-1649, 1655-1670).
In Amsterdam was hij eigenaar van een chymische werkplaats, ofwel een laboratorium waar geneesmiddelen en andere preparaten bereid werden. De eerste hoogleraren in de chemie van de Universiteit van Leiden, Carel de Maets en Jacob le Mort, deden hun kennis in dit laboratorium op.
Vanaf 1660 leed hij aan een verraderlijke ziekte, die vermoedelijk te wijten was aan een vergiftiging door arseen of kwikzilver. Uiteindelijk raakte hij verlamd en blind, zodat hij in 1668 zijn laboratorium en bibliotheek moest verkopen. Hij werd begraven in de Westerkerk te Amsterdam, waar een gedenkplaat nog aan zijn leven en werk herinnert.
Glauber was de vader van de kunstenaars Johannes Glauber, Johann Gottlieb Glauber en Diana Glauber.

## Werk
Glauber was de eerste die geconcentreerd zoutzuur vervaardigde. Hij verbeterde de synthese van geconcentreerd salpeterzuur, waarbij hij uitging van geconcentreerd zwavelzuur. Omstreeks 1625 ontdekte en beschreef hij natriumsulfaat (dat sindsdien ook glauberzout wordt genoemd) en hij ontdekte de laxerende werking ervan. Hij maakte het uit keukenzout en zwavelzuur. Zelf noemde hij het zout: Sal mirabilis.
Het lukte Glauber om diverse metaalchloriden te synthetiseren, zoals antimoontrichloride, tintetrachloride, zinkchloride en arseen(III)-chloride.
Glauber verbeterde diverse chemische apparaten en publiceerde ongeveer 40 boeken. Hij kon van de door hem vervaardigde producten goed leven en wordt wel de eerste procestechnoloog genoemd.
- Bibsys: 2044544
- Biblioteca Nacional de España: XX1285508
- Bibliothèque nationale de France: cb12460045b (data)
- Catàleg d'autoritats de noms i títols de Catalunya: 981058507473506706
- Gemeinsame Normdatei: 118695304
- International Standard Name Identifier: 0000 0001 1447 2728
- Library of Congress Control Number: n85215146
- Nationale Bibliotheek van Tsjechië: nlk20000085451
- Nationale Bibliotheek van Israël: 987007275223605171
- Nationale Bibliotheek van Polen: a0000001765227
- Nationale en Universitaire bibliotheek Zagreb: 000376385
- Nederlandse Thesaurus van Auteursnamen: 081771657
- Réseau des bibliothèques de Suisse occidentale: 02-A003301289
- Istituto Centrale per il Catalogo Unico: UFIV078563
- LIBRIS: 318641
- SNAC: w62v2tfk
- Système universitaire de documentation: 03377093X
- Virtual International Authority File: 69027044
- WorldCat: E39PBJmHGFPmk8w9W9MkPvQjG3